# مقاومة الضرائب في الولايات المتحدة
مازالت مقاومة الضرائب في الولايات المتحدة (بالإنجليزية: Tax resistance in the United States) مستمرة منذ العصور الاستعمارية على الأقل، وهي تمتلك دورًا هامًا في التاريخ الأمريكي.
تُعتبر مقاومة الضرائب شكلًا من أشكال رفض دفع الضريبة، والتي يُعبر عنها عادةً عن طريق تجاوز القواعد القانونية المقررة كوسيلة للاحتجاج أو المقاومة السلمية أو المعارضة. عُدَّت المقاومة تكتيكًا أساسيًا للثورة الأمريكية إذ لعبت دورًا فعالًا في العديد من الصراعات في أمريكا منذ زمن الاستعمار وحتى يومنا هذا.
بالإضافة إلى ذلك، فإن فلسفة مقاومة الضرائب، بدءًا من حقيقة نظرية «لا ضريبة بدون تمثيل» التي كانت بمثابة حجر أساس للثورة إلى تأكيد الضمير الفردي الذي أشار إليه هنري ديفد ثورو في كتابه العصيان المدني، تُعد جانبًا هامًا من الفلسفة السياسية الأمريكية.

## النظرية

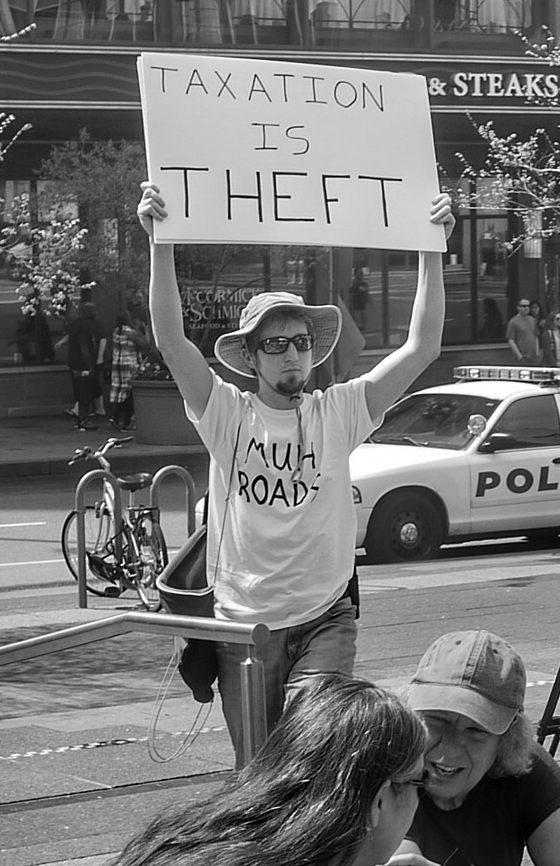
متظاهر في مظاهرة "يوم الضرائب" في سينسيناتي

كثيرًا ما ترتبط النظرية القائلة «لا ضريبة بدون تمثيل» بالثورة الأمريكية على الرغم من أنها لم تنشأ في أمريكا، التي اتخذت هذه العبارة كشعارًا أساسيًا لها. ومايزال الأمر اليوم بمثابة احتشاد للتمرد الضريبي. ولقد أثبتت نظرية العصيان المدني الأمريكية الخاصة بهنري ديفد ثورو أنها ذات تأثير بالغ، ولا يقتصر تأثيرها اليوم على مواقف مقاومة الضرائب وحملاتها فحسب بل على كافة أشكال رفض الامتثال للقوانين غير العادلة. تُعتبر هذه من بين نظريات مقاومة الضرائب التي اتخذت طابعًا أمريكيًا خاصًا وألهمت الشروع بحركات إعادة الضرائب الأمريكية جنبًا إلى جنب مع حملات المقاومة من جديد.

### لا ضريبة بدون تمثيل
في الفلسفة السياسية الإنجليزية في أواخر القرن الثامن عشر، برزت هذه النظرية التي مفادها أنه لكي يقوم المسؤول بطلب دفع الضريبة من السكان، يجب أن يكون هؤلاء السكان ممثلين في الهيئة التشريعية التي تمتلك السلطة الوحيدة لفرض الضريبة في الأساس. وقد أصبحت هذه النظرية من المسلمات واتخذت لها شعار: «لا ضريبة بدون تمثيل» بالإضافة إلى تعبيرات أخرى مشابهة.
بما أن المستعمرات الأمريكية لم يكن لها تمثيل خاص في البرلمان البريطاني، أصبحت هذه النظرية منصة مفيدة للمتمردين الاستعماريين لتبرير عصيانهم ضد الضرائب المباشرة التي يفرضها التاج الملكي.
في وقت لاحق، طُبّق شعار «لا ضريبة بدون تمثيل» بين الحجج الداعية إلى مقاومة الضرائب على يد بعض الأفارقة الأمريكيين والنساء، لأنهم لا يتمتعون بحق التصويت أو الخدمة في الهيئة التشريعية. يُستخدم الشعار اليوم من قِبَل مقاطعة كولومبيا كجزء من شكوى مفادها أن سكان المنطقة ليس لديهم ممثلون (أصوات) في الكونغرس.
يتم تداول هذا الشعار بشكل ملحوظ في الفكر الأمريكي لدرجة أنه كثيرًا ما يُستخدم اليوم في سياق المناقشات الضريبية التي لا علاقة لها بالتمثيل التشريعي، على الأقل بالطريقة التي صاغها حاملي الشعار: مثلًا، الشكاوى من أن ممثلي الكونغرس يمثلون مصالح خاصة معينة، أو شعور صاحب الشكوى بأن وجهة نظره/نظرها غير ممثلة في المناقشات أو الإجراءات التشريعية.

### العصيان المدني (ثورو)
يُشكل مقال هنري ديفد ثورو تحت عنوان عن مقاومة الحكومة المدنية - الذي يشار إليه الآن بالعصيان المدني - جزءًا من الفلسفة السياسية الأمريكية. ولقد كان الدافع وراء هذا المقال هو رفض ثورو دفع ضريبة الاستطلاع بسبب عدم رغبته بدعم الحكومة التي كانت تعمل على فرض استعباد الأمريكيين إلى جانب شعوره بأنها حرب غير عادلة ضد المكسيك.
قال ثورو أن الطاعة للحكومة غالبًا ما تكون في غير محلها إذ ينبغي على الناس أن يثقوا بضمائرهم الخاصة بدلًا من استخدام القانون كوسيط أو ركيزة.
ألهمت فلسفة ثورو العديد من أتباع مقاومة الضرائب منذ ذلك الحين، وخاصة أولئك الذين تصرفوا بشكل فردي (وليس كجزء من إضراب جماعي أو حركة أخرى واسعة النطاق) نتيجة دوافع المعارضة.

### معارضة ضرائب الخدمة العسكرية
إن النظرية القائلة بأن دافعي الضرائب يصبحون متواطئين في تصرفات حكومتهم عندما يدفعون تكاليف عمل الحكومة وشروطها من خلال ضرائبهم، إلى جانب أنه يتعين على المرء أن يفحص تصرفات الحكومة ويرفض دفع تكاليفها في حال أصبحت غير أخلاقية إلى حد كبير، هي المفتاح الرئيسي للمقاومة الضريبية التي مارستها جمعية الأصدقاء الدينية (الكويكرز) منذ فترات الاستعمار. تشكل النظرية أيضًا أساسًا فلسفيًا هامًا لغيرها من الجهات الدينية والعلمانية الأمريكية لإعادة فرض ضرائب الحرب حتى يومنا هذا.
اتخذ أتباع مقاومة الضرائب في الولايات المتحدة فكرة مفادها أن معارضة ضرائب الخدمة العسكرية لابد وأن يكون حقًا محميًا في القانون: أي أن دافعي الضرائب الذين يعارضون المشاركة في الحرب من الناحية الأخلاقية لا ينبغي لهم أن يضطروا إلى تمويلها، تمامًا مثلما تسمح الحكومات لهؤلاء الناس في أغلب الأحيان بعدم الالتزام بالتجنيد العسكري الإلزامي.
وُسّع نطاق هذه النظرية على يد معارضين لجوانب أخرى من التمويل الحكومي. وقد رفض عدد قليل منهم دفع الضرائب على أساس أن بعض الإنفاق الحكومي على الخدمات الصحية يذهب إلى المؤسسات التي تدمع الإجهاض.

### الضرائب باعتبارها سرقة
تُشكل النظرية القائلة بأن فرض الضرائب أمر لا يمكن تمييزه عن السرقة من الناحية الأخلاقية جزءًا أساسيًا من الفكر الأناركي الأمريكي و (في أغلب الأحيان) الفكر الليبرالي. يقول الفيلسوف الأناركي الأمريكي ليساندر سبونر في هذا الصدد:
إن الضريبة دون موافقة هي سرقة واضحة، فعندما يتم إنفاذها ضد فرد واحد يجب إنفاذها ضد الملايين... إن أخذ أموال الفرد من دون موافقته يشكل أيضًا نوعًا من أنواع السرقة. أيضًا حين يقوم بذلك الملايين من الأشخاص، بشكل جماعي، مُطلقين على أنفسهم لقب حكومة، يكون الأمر ذاته عندما يقوم بها فرد واحد، بشكل شخصي، مُطلقًا على نفسه لقب قاطع طريق. إذ لا يشكل عدد الأفراد ولا الشخصيات المختلفة التي تفترضها فرقًا عن طبيعة الفعل بحد ذاته.
                                    - ليساندر سبونر، لا خيانة: دستور اللا سلطة (1869)

وافق المنبر الرسمي للحزب الليبرتاري الأمريكي (1972) على أن الضرائب لطالما كانت انتهاكًا لحقوق الفرد:
بما أننا نعتقد أن لكل فرد الحق في الاحتفاظ بثمار عمله، فإننا نعارض كل نشاط حكومي يتمثل في جمع الأموال أو السلع بالقوة من المواطنين إذ يُعد ذلك انتهاكًا لحقوقهم الفردية. وعلى وجه التحديد، نؤيد إلغاء جميع الضرائب في نهاية المطاف إلى جانب وضع نظام للرسوم الطوعية على الخدمات المقدمة كوسيلة لتمويل الحكومة في مجتمع حر.

### نظريات احتجاجات الضرائب
تؤكد الأقاويل الثابتة لحجج المُستخدمة من قِبَل المعارضين على أن النظام الضريبي الذي يعمل في الولايات المتحدة غير دستوري وغير قانوني، وهو لا ينطبق على معظم الأفراد الذين يتعرضون له حاليًا.
إن هذه الحجج، وإن كانت تتخذ في كثير من الأحيان شكل «المواقف القانونية عديمة المصداقية و/أو المواقف الواقعية غير المستحقة»، كثيرًا ما تكون مقنعة للأشخاص الذين لديهم فهم بدائي للنظام القانوني والذين هم عرضة للنظر دون أي نقد في الحجج التي تنادي بمصالحهم المالية الذاتية، مثلًا، في أوائل الثمانينات، اكتسح وباء الاحتجاج الضريبي مصانع جنرال موتورز في فلينت، ميتشيغان، حين طالب الآلاف من الموظفين هناك بوقف اقتطاع ضريبة الدخل من رواتبهم بعد أن حضروا ندوات أو استمعوا إلى محاضرات مسجلة من قِبَل مجموعة من المحتجين ضد الضرائب تُدعى «نحن نمثل قانون الناس».